# Zhang Zhaoxu
Zhang Zhaoxu (张兆旭S, Zhāng ZhàoxùP; Yantai, 18 novembre 1987) è un cestista cinese.

## Carriera
Con la Cina ha disputato i Campionati mondiali del 2010, i Campionati asiatici del 2011 e i Giochi olimpici di Londra 2012.